# Геращенко В'ячеслав Леонідович
В'ячеслав Леонідович Геращенко (біл. Вячаслаў Леанідавіч Герашчанка, нар. 25 липня 1972, Могильов) — білоруський футболіст, що грав на позиції захисника, зокрема за національну збірну Білорусі. По завершенні ігрової кар'єри — тренер. З 2020 року очолює тренерський штаб команди «Сморгонь».

## Клубна кар'єра
Народився 25 липня 1972 року в місті Могильов. Вихованець футбольної школи місцевого «Дніпра». Дорослу футбольну кар'єру розпочав 1990 року в основній команді того ж клубу, в якій провів три сезони, взявши участь у 51 матчі чемпіонату. 
Згодом з 1993 по 1995 рік грав у складі команд «Трансмаш» (Могильов), «Шинник» (Бобруйськ) і «Торпедо» (Могильов).
1995 року перебрався до Росії, уклавши контракт з новоросійським «Чорноморцем» року. Відіграв за новоросійську команду наступні чотири сезони своєї ігрової кар'єри, протягом яких був основним гравцем захисту команди.
2000 року перейшов до московського ЦСКА, в якому до основого складу не пробився і того ж року віддавався в оренду на батьківщину до команди «Славія-Мозир».
2001–2003 роки відіграв за російський «Уралан», після чого грав за «Нафтан», а завершував ігрову кар'єру у команді «Савіт», за яку виступав протягом 2006 року.

## Виступи за збірну
1997 року дебютував в офіційних матчах у складі національної збірної Білорусі.
Загалом протягом кар'єри у національній команді, яка тривала 8 років, провів у її формі 18 матчів.

## Кар'єра тренера
2006 року увійшов до тренерського штабу клубу «Савіт», в якому завершував ігрову кар'єру. Працював там асистентом головного тренера до 2008 року.
Згодом протягом 2009–2011 років працював з молодіжною командою БАТЕ, після чого очолив тренерський штаб могильовського «Дніпра».
У подальшому був помічником головного тренера в «Орші» і виконувачем обов'язків головного тренера «Білшини», а також очолював тренерські штаби «Ліди», «Гомеля» і литовської «Паланги».
2020 року був призначений головним тренером команди «Сморгонь».

## Титули і досягнення
- Чемпіон Білорусі (1):

«Славія-Мозир»: 2000
- Володар Кубка Білорусі (1):

«Славія-Мозир»: 2000